# Fluorografen
Fluorografen (CF)

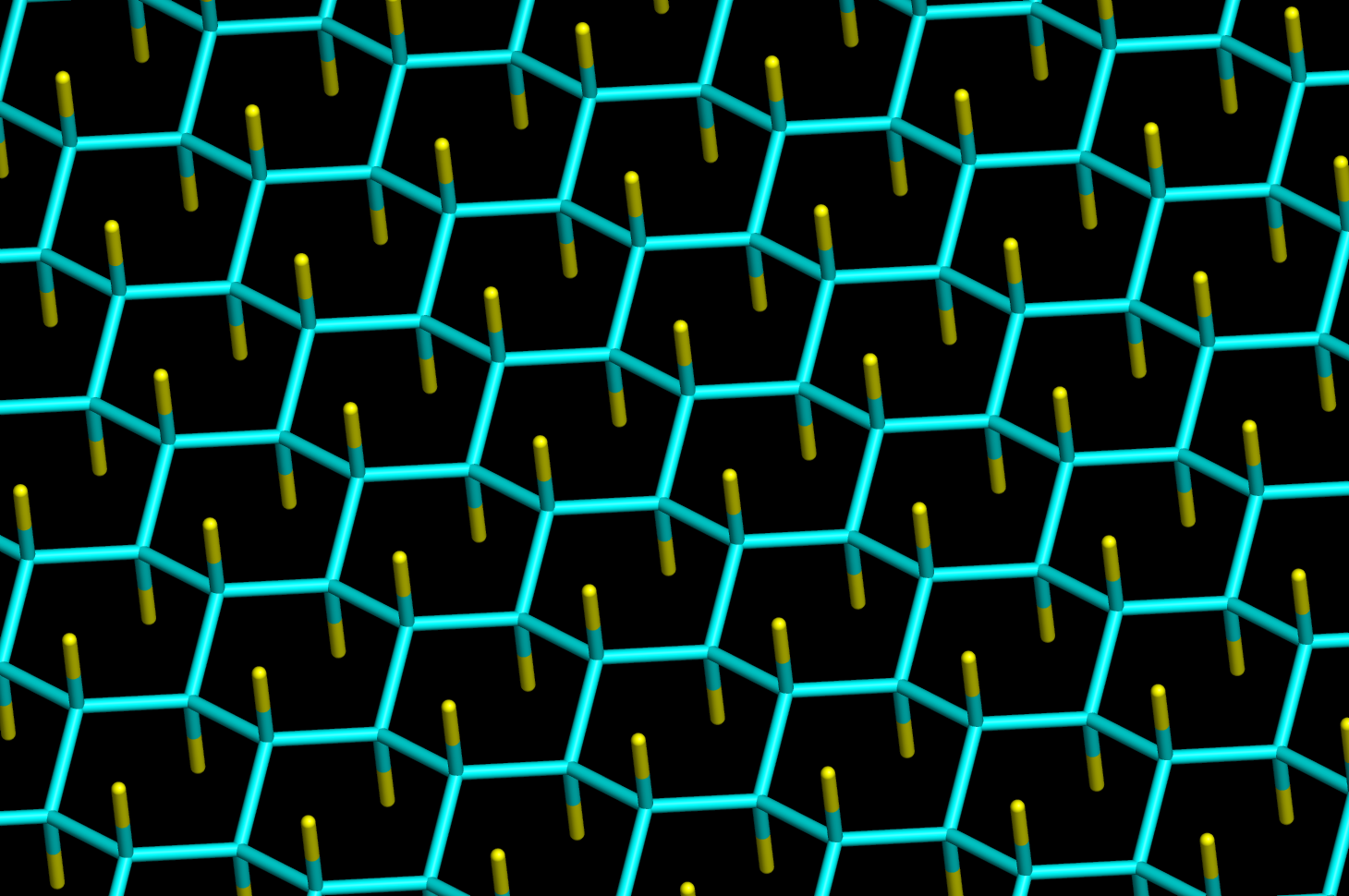
struktura fluorografenu. Niebieski – atomy węgla, żółty – atomy fluoru

n – organiczny związek chemiczny, całkowicie fluorowana pochodna grafenu o strukturze dwuwymiarowej. Otrzymywany został w roku 2010 w wyniku działania fluoru atomowego (uzyskiwanego in situ przez termolizę XeF
2) na grafen niezależnie przez dwa zespoły – jeden to grupa Andrieja Gejma i Kostantina Nowosiłowa (laureatów Nagrody Nobla za prace nad grafenem) z University of Manchester, drugi to naukowcy z United States Naval Research Laboratory.
Fluorografen, w przeciwieństwie do grafenu jest związkiem nasyconym i nie przewodzi prądu elektrycznego. Jako tworzywo jest twardy, można go zginać i jest odporny termicznie, przypominając teflon.